# 겅호 온라인 엔터테인먼트
겅호 온라인 엔터테인먼트(일본어: ガンホー・オンライン・エンターテイメント)는 일본의 온라인 게임 서비스 업체이다. 1998년 창업 당시의 사명은 온세일 주식회사(オンセール株式会社)로, 초대 사장은 소프트뱅크의 회장인 손정의의 동생인 손태장(孫泰藏)이 맡았다. 처음에는 온라인 옥션 사이트를 운영하는 회사였으나, 일본의 야후옥션에 밀려 사업에서 철수하고 사명을 현재의 겅호 온라인 엔터테인먼트로 교체하며 한국의 게임 회사 그라비티의 라그나로크 온라인의 일본 퍼블리싱을 맡으며 온라인 게임 퍼블리셔로서 자리잡게 된다. 하지만 실제 경영에 손태장은 거의 참여하지 않고, 사장 모리시타 카즈키를 중심으로 이루어진다.

## 게임

### 퍼블리싱 중인 게임
- 라그나로크 온라인
- 에밀 크로니클 온라인
- 북두의 권 온라인
- 퍼즐앤드래곤
  - 퍼즐앤드래곤 Z
- 도쿠로

## 애니메이션
- 닌자라
- 퍼즐드라

## 같이 보기
- 소프트뱅크